# Multimodalidade
Multimodalidade é um fenômeno em que diferentes modos semióticos – isto é, diferentes "linguagens", como línguas naturais, representações visuais, gestos e música – são combinados e integrados em situações comunicativas. Por exemplo, em uma conversa face-a-face, além dos elementos verbais, integram-se postura, gestos, expressões faciais, etc.; em uma revista, é comum a combinação de língua escrita, imagens, tipografia, entre outros.
Embora seja um fenômeno intrínseco a praticamente toda comunicação humana, os estudos de multimodalidade começaram a se desenvolver principalmente a partir dos anos 1990, com impulsos provenientes de áreas como a semiótica social, a análise crítica do discurso e a análise da conversa.

## Multimodalistas conhecidos
- Gunther Kress
- Theo van Leeuwen
- Carey Jewitt
- John A. Bateman
- Kay O'Halloran
- Lorenza Mondada